# Johann Ernst Hoyos
Johann Ernst Hoyos von Sprinzenstein zu Stichsenstein (Horn, 24 febbraio 1779 – Horn, 28 ottobre 1849) è stato un generale austriaco.

## Biografia
Johann Ernst Hoyos era figlio del conte Johann Philipp Joseph e di sua moglie, la principessa Maria Christina von Clary-Aldringen. A 20 anni entrò nel Landwehr come comandante di battaglione, prendendo poi parte come volontario alle guerre napoleoniche tra il 1809 ed il 1815. Col suo battaglione presenziò alle campagne del 1813, del 1814 e del 1815 in Italia ed in Francia. Poi venne promosso al rango di colonnello e nel 1821 divenne consigliere di Ferdinando V in Ungheria. Nel 1826 ricevette la gran croce dell'Ordine Imperiale di Leopoldo, ottenendo nel 1836 il Toson d'oro e la nomina a maggiore generale, e poi nel 1838 quella a feldmaresciallo luogotenente.
Hoyos sposò Therese von Schlabrendorf, nipote di Gustav von Schlabrendorf ed erede di tutti i possedimenti e del castello di Świny.
Quando scoppiò la rivoluzione austriaca del 1848, Johann Ernst Hoyos-Sprinzenstein venne nominato il 14 marzo, a 70 anni, comandante in capo della Guardia Nazionale di Vienna, ma non riuscì a ristabilire l'ordine nella capitale. In contrasto con i partigiani del radicalismo, decise di dimettersi dal proprio incarico, ma venne rimesso in carica dopo una petizione e inviato definitivamente a Innsbruck con la stessa carica per ordine dell'imperatore. Quando tornò a Vienna, fu preso in ostaggio il 27 maggio dai rivoluzionari. Dopo la sconfitta della Rivoluzione, il governo austriaco condusse un'indagine sul suo operato, ma venne liberato e scagionato. Hoyos decise a allora di ritirarsi nel castello di Horn di proprietà della sua famiglia. Cadde da cavallo il 23 ottobre 1849 e morì per le conseguenze di quell'incidente. Sul luogo dell'incidente fu eretta una cappella commemorativa.
Sua figlia Caroline sposò il generale austriaco Franz Philipp von Lamberg e sua nipote Therese sposò Franz von Meran, figlio morganatico dell'arciduca Giovanni d'Asburgo-Lorena. Johann Ernst fu quindi antenato del direttore d'orchestra Nikolaus Harnoncourt e trisavolo del politico tedesco Karl-Theodor zu Guttenberg.

## Ascendenza
|                                                                       |                                    |                                                                           | Genitori                                                                  |  |  | Nonni |  |  | Bisnonni                                    |  |  | Trisnonni                         |  |
|                                                                       |                                    |                                                                           |                                                                           |  |  |       |  |  | Philip Josef Innocenz Hoyos, II conte Hoyos |  |  | Leopold Carl Hoyos, I conte Hoyos |  |
|                                                                       |                                    |                                                                           |                                                                           |  |  |       |  |  | Philip Josef Innocenz Hoyos, II conte Hoyos |  |  | Leopold Carl Hoyos, I conte Hoyos |  |
|                                                                       |                                    | Regina von und zu Sprinzenstein und Neuhaus                               |                                                                           |  |  |       |  |  | Philip Josef Innocenz Hoyos, II conte Hoyos |  |  |                                   |  |
| Johann Ernst Hoyos, III conte Hoyos                                   |                                    |                                                                           |                                                                           |  |  |       |  |  | Philip Josef Innocenz Hoyos, II conte Hoyos |  |  |                                   |  |
|                                                                       |                                    | Maria Magdalena von Hohenfeld                                             | Otto Heinrich von Hohenfeld, conte di Hohenfeld                           |  |  |       |  |  |                                             |  |  |                                   |  |
|                                                                       |                                    | Maria Magdalena von Hohenfeld                                             | Otto Heinrich von Hohenfeld, conte di Hohenfeld                           |  |  |       |  |  |                                             |  |  |                                   |  |
|                                                                       |                                    | Maria Magdalena von Hohenfeld                                             | Maria Katharina von Starhemberg                                           |  |  |       |  |  |                                             |  |  |                                   |  |
| Johann Philipp Hoyos, IV conte Hoyos                                  |                                    | Maria Magdalena von Hohenfeld                                             |                                                                           |  |  |       |  |  |                                             |  |  |                                   |  |
|                                                                       |                                    | Siegmund Rudolf von Sinzendorf, conte di Sinzendorf                       | Rudolf von Sinzendorf, conte di Sinzendorf                                |  |  |       |  |  |                                             |  |  |                                   |  |
|                                                                       |                                    | Siegmund Rudolf von Sinzendorf, conte di Sinzendorf                       | Rudolf von Sinzendorf, conte di Sinzendorf                                |  |  |       |  |  |                                             |  |  |                                   |  |
|                                                                       |                                    | Siegmund Rudolf von Sinzendorf, conte di Sinzendorf                       | Eva Susanna von Zinzendorf und Pottendorf                                 |  |  |       |  |  |                                             |  |  |                                   |  |
| Maria Franziska von Sinzendorf                                        |                                    | Siegmund Rudolf von Sinzendorf, conte di Sinzendorf                       |                                                                           |  |  |       |  |  |                                             |  |  |                                   |  |
|                                                                       |                                    | Johanna Katharina Henrietta von Nostitz-Rokitnitz                         | Christoph Wenzel von Nostitz-Rokitnitz, conte di Nostitz-Rokitnitz        |  |  |       |  |  |                                             |  |  |                                   |  |
|                                                                       |                                    | Johanna Katharina Henrietta von Nostitz-Rokitnitz                         | Christoph Wenzel von Nostitz-Rokitnitz, conte di Nostitz-Rokitnitz        |  |  |       |  |  |                                             |  |  |                                   |  |
|                                                                       |                                    | Johanna Katharina Henrietta von Nostitz-Rokitnitz                         | Maria Juliana von Mettich                                                 |  |  |       |  |  |                                             |  |  |                                   |  |
| Johann Ernst Hoyos, V conte Hoyos                                     |                                    | Johanna Katharina Henrietta von Nostitz-Rokitnitz                         |                                                                           |  |  |       |  |  |                                             |  |  |                                   |  |
|                                                                       | Franz Karl von Clary und Aldringen | Johann Georg Marcus von Clary und Aldringen, conte di Clary und Aldringen |                                                                           |  |  |       |  |  |                                             |  |  |                                   |  |
|                                                                       | Franz Karl von Clary und Aldringen | Johann Georg Marcus von Clary und Aldringen, conte di Clary und Aldringen |                                                                           |  |  |       |  |  |                                             |  |  |                                   |  |
|                                                                       | Franz Karl von Clary und Aldringen | Ludmilla de Serainchamps                                                  |                                                                           |  |  |       |  |  |                                             |  |  |                                   |  |
| Franz Wenzel von Clary und Aldringen, principe di Clary und Aldringen | Franz Karl von Clary und Aldringen |                                                                           |                                                                           |  |  |       |  |  |                                             |  |  |                                   |  |
|                                                                       |                                    | Maria Theresia von Künigl                                                 | Johann Georg von Künigl, conte di Künigl                                  |  |  |       |  |  |                                             |  |  |                                   |  |
|                                                                       |                                    | Maria Theresia von Künigl                                                 | Johann Georg von Künigl, conte di Künigl                                  |  |  |       |  |  |                                             |  |  |                                   |  |
|                                                                       |                                    | Maria Theresia von Künigl                                                 | Maria Anna Vitzthum von Eckstadt                                          |  |  |       |  |  |                                             |  |  |                                   |  |
| Marie Christine von Clary und Aldringen                               |                                    | Maria Theresia von Künigl                                                 |                                                                           |  |  |       |  |  |                                             |  |  |                                   |  |
|                                                                       |                                    | Ermanno Federico di Hohenzollern-Hechingen                                | Filippo di Hohenzollern-Hechingen, principe di Hohenzollern-Hechingen     |  |  |       |  |  |                                             |  |  |                                   |  |
|                                                                       |                                    | Ermanno Federico di Hohenzollern-Hechingen                                | Filippo di Hohenzollern-Hechingen, principe di Hohenzollern-Hechingen     |  |  |       |  |  |                                             |  |  |                                   |  |
|                                                                       |                                    | Ermanno Federico di Hohenzollern-Hechingen                                | Maria Sidonia di Baden-Baden                                              |  |  |       |  |  |                                             |  |  |                                   |  |
| Maria Giuseppa di Hohenzollern-Hechingen                              |                                    | Ermanno Federico di Hohenzollern-Hechingen                                |                                                                           |  |  |       |  |  |                                             |  |  |                                   |  |
|                                                                       |                                    | Maria Giuseppa Teresa di Oettingen-Spielberg                              | Francesco Alberto di Oettingen-Spielberg, principe di Oettingen-Spielberg |  |  |       |  |  |                                             |  |  |                                   |  |
|                                                                       |                                    | Maria Giuseppa Teresa di Oettingen-Spielberg                              | Francesco Alberto di Oettingen-Spielberg, principe di Oettingen-Spielberg |  |  |       |  |  |                                             |  |  |                                   |  |
|                                                                       |                                    | Maria Giuseppa Teresa di Oettingen-Spielberg                              | Johanna Margarethe von Schwendi                                           |  |  |       |  |  |                                             |  |  |                                   |  |
|                                                                       |                                    | Maria Giuseppa Teresa di Oettingen-Spielberg                              |                                                                           |  |  |       |  |  |                                             |  |  |                                   |  |